# Monuments paleocristians i bizantins de Tessalònica
Els monuments paleocristians i bizantins de Tessalònica van ser inscrits en la llista del Patrimoni de la Humanitat per la UNESCO el 1988.

## Llista de monuments
Els monuments de Tessalònica protegits per la UNESCO són els següents:
| Codi    | Nom                                                | Extensió  | Coordenades                                                  |
| ------- | -------------------------------------------------- | --------- | ------------------------------------------------------------ |
| 456-001 | Muralles de Tessalònica i l'Heptapírgion           |           | 40° 38′ 20.53″ N, 22° 58′ 13.1″ E / 40.6390361°N,22.970306°E |
| 456-002 | Arc i Tomba de Galeri                              | 0,587 ha. | 40° 38′ 28.8″ N, 22° 58′ 10.8″ E / 40.641333°N,22.969667°E   |
| 456-003 | Església de l'Aquiropoet                           | 0,375 ha. | 40° 38′ 34″ N, 22° 57′ 48″ E / 40.64278°N,22.96333°E         |
| 456-004 | Església de Sant Demetri                           | 1,16 ha.  | 40° 38′ 50.6″ N, 22° 57′ 45.1″ E / 40.647389°N,22.962528°E   |
| 456-005 | Monestir de Latomou                                | 0,058 ha. | 40° 39′ 05.1″ N, 22° 58′ 03″ E / 40.651417°N,22.96750°E      |
| 456-006 | Església de Santa Sofia                            | 0,82 ha.  | 40° 38′ 24.3″ N, 22° 57′ 44.4″ E / 40.640083°N,22.962333°E   |
| 456-007 | Església de la Santíssima Mare de Déu dels Courers | 0,249 ha. | 40° 38′ 40″ N, 22° 57′ 27.6″ E / 40.64444°N,22.957667°E      |
| 456-008 | Església de Sant Pantaleó                          | 0,174 ha. | 40° 38′ 27.7″ N, 22° 58′ 03″ E / 40.641028°N,22.96750°E      |
| 456-009 | Església dels Sants Apòstols                       | 0,16 ha.  | 40° 39′ 2.7″ N, 22° 56′ 57.8″ E / 40.650750°N,22.949389°E    |
| 456-010 | Església de Sant Nicolau Orfanos                   | 0,227 ha. | 40° 38′ 49.2″ N, 22° 58′ 23.7″ E / 40.647000°N,22.973250°E   |
| 456-011 | Església de Santa Caterina                         | 0,083 ha. | 40° 39′ 7.6″ N, 22° 57′ 26.9″ E / 40.652111°N,22.957472°E    |
| 456-012 | Església del Crist Salvador                        | 0,027 ha. | 40° 38′ 23.3″ N, 22° 58′ 2.5″ E / 40.639806°N,22.967361°E    |
| 456-013 | Monestir de Vlatadon                               | 1,16 ha.  | 40° 39′ 6.2″ N, 22° 58′ 15.8″ E / 40.651722°N,22.971056°E    |
| 456-014 | Església del Profeta Elies                         | 0,198 ha. | 40° 38′ 59.9″ N, 22° 57′ 47.8″ E / 40.649972°N,22.963278°E   |
| 456-015 | Banys bizantins                                    | 0,049 ha. | 40° 38′ 57.6″ N, 22° 58′ 8.9″ E / 40.649333°N,22.969139°E    |